# The Exquisite Thief
The Exquisite Thief é um filme norte-americano de 1919, do gênero drama, dirigido por Tod Browning. Impressões e/ou fragmentos deste filme encontram-se conservadas.

## Elenco
- Priscilla Dean - Blue Jean Billie
- Thurston Hall - Algernon P. Smythe
- Milton Ross - Det. Wood
- Sam De Grasse - Shaver Michael
- Jean Calhoun - Muriel Vanderflip